# بيت درج

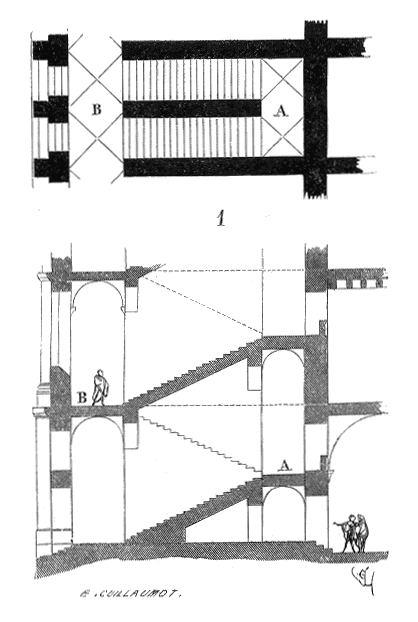
مخطط أرضية وبيت درج

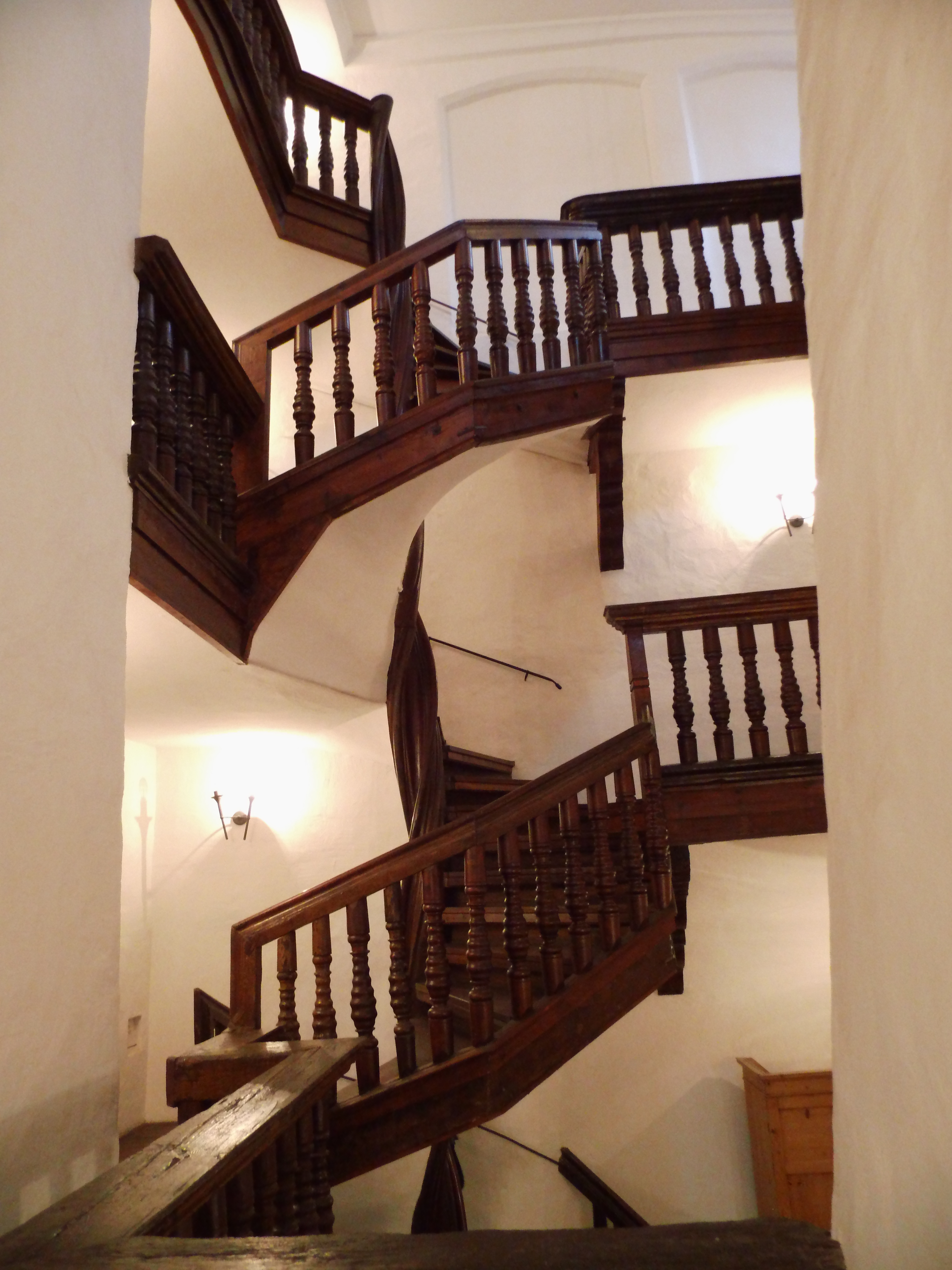
بيت درج تاريخي (صورة من 2013)

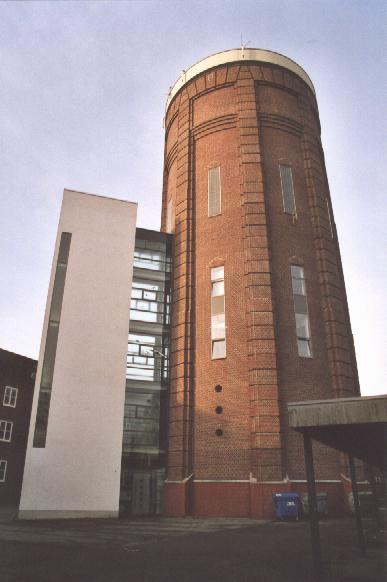
بيت درج خارجي في برج مياه

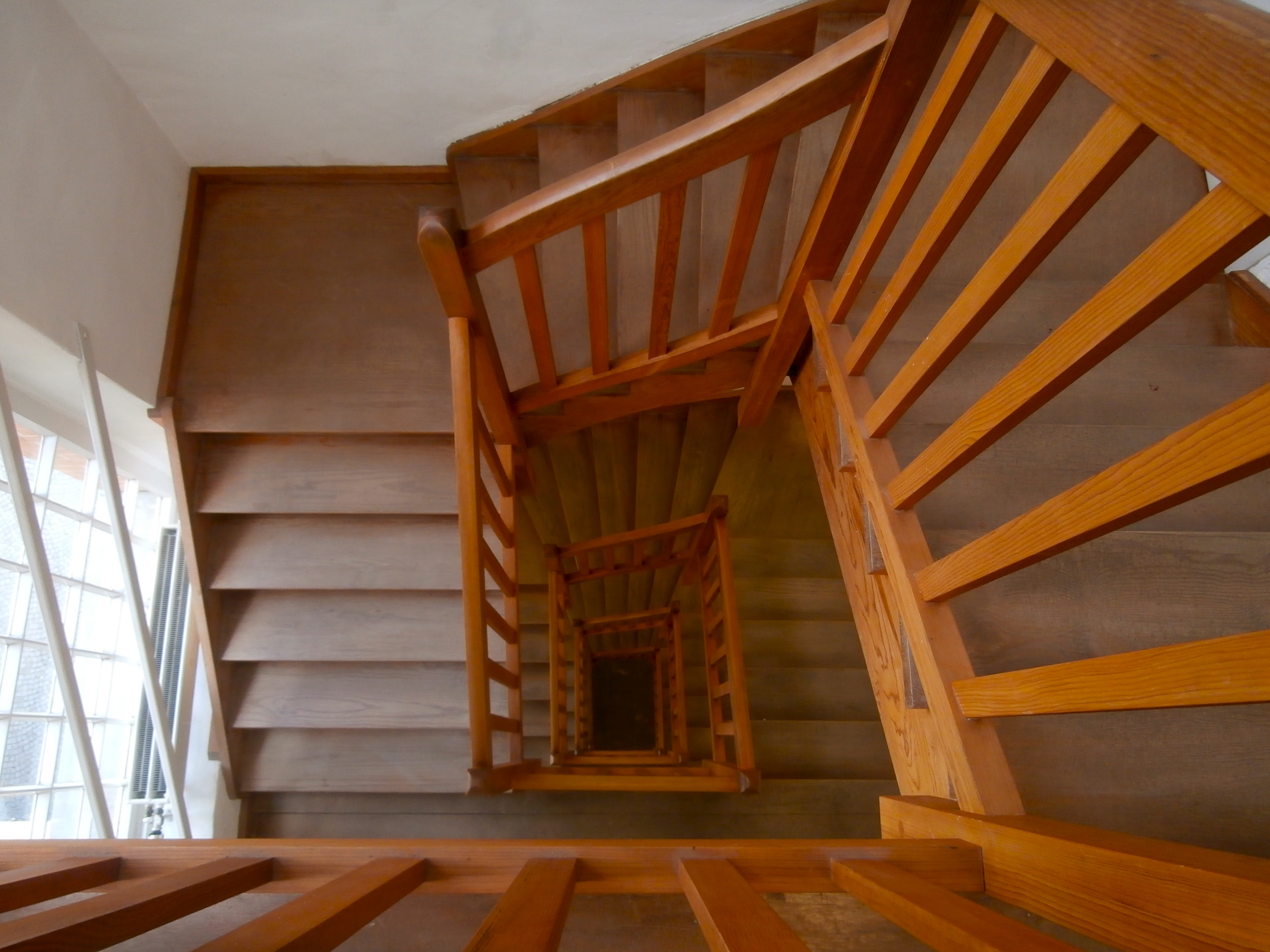
بيت درج ذو عين

بيت الدرج أو بئر السلم هو الجزء من المبنى الذي يوجد فيه درج يربط عدة طوابق عموديًا. يغلب أن توجد المصاعد قرب بيت الدرج.